# متحف الراقدي
متحف الراقدي أحد متاحف منطقة عسير في أبها، أسسه محمد بن علي الراقدي، تكون المتحف من تسعة أقسام قسم النحاسيات وقسم الملابس والفضيات التراثية النسائية وقسم المطبخ القديم وحرف يدوية وأدوات زراعية وقسم المجلس العسيري القديم وقسم الجلسة التهامية وقسم القرية العسيرية وفن العمارة البناء بالحجر وقسم أعمال صاحب المتحف وقسم الجلسة الساحلية وقسم بيع القطع والمنتوجات التراثية والشعبية.